# Barchemse4daagse
De Barchemse 4daagse is een vierdaags wandelevenement dat sinds 2005 ieder jaar vanuit Barchem wordt georganiseerd. De Barchemse 4daagse is een wandelvierdaagse waarbij het gaat om de prestatie om alle vier dagen uit te lopen. Een, twee of drie dagen wandelen is niet mogelijk.
In 2009, 2011 en 2012 waren er ruim 1200 aanmeldingen, met een voorlopig hoogtepunt van 1319 wandelaars in het lustrumjaar 2010. 

## Routes
Er zijn om Barchem verschillende routes uitgezet.
- Dag 1: 
  - 20 km: Barchem, De Wiersse, 't Medler, Formerhoek, Ruurlo, Vrochterhoek, Barchem
  - 30, 40 en 50 km: Barchem, De Wiersse, ’t Medler, Kranenburg, Linde, Formerhoek, Ruurlo, Vrochterhoek, Barchem
- Dag 2: 
  - 20 en 30 km: Barchem, ’t Veen, Lochem, Het Grote Veld, Wildenborch, Barchem
  - 40 en 50 km: Barchem, ’t Veen, Lochem, Het Grote Veld, Vorden, Wildenborch, Barchem
- Dag 3: 
  - 20 km: Barchem, Zwiep, Beekvliet, Geesteren, Borculo, Heure, Barchem
  - 30 km: Barchem, Zwiep, Beekvliet, Geesteren, Gelselaar, Geesteren, Borculo, Heure, Barchem
  - 40 en 50 km: Barchem, Zwiep, Beekvliet, Geesteren, Nettelhorst, Gelselaar, Geesteren, Borculo, Heure, Barchem
- Dag 4: 
  - 20 km:Barchem, Kale Berg, Lochemse berg, Lochem, Barchem
  - 30 km: Barchem, Kale berg, Lochem, Ampsen, Exel, Laren, Groot Dochteren, Lochem, Barchem
  - 40 en 50 km: Barchem, Kale berg, Lochem, Armhoede, Ampsen, Exel, Laren, Katgershoek, Groot Dochteren, Lochem, Barchem